# Ueberstorf

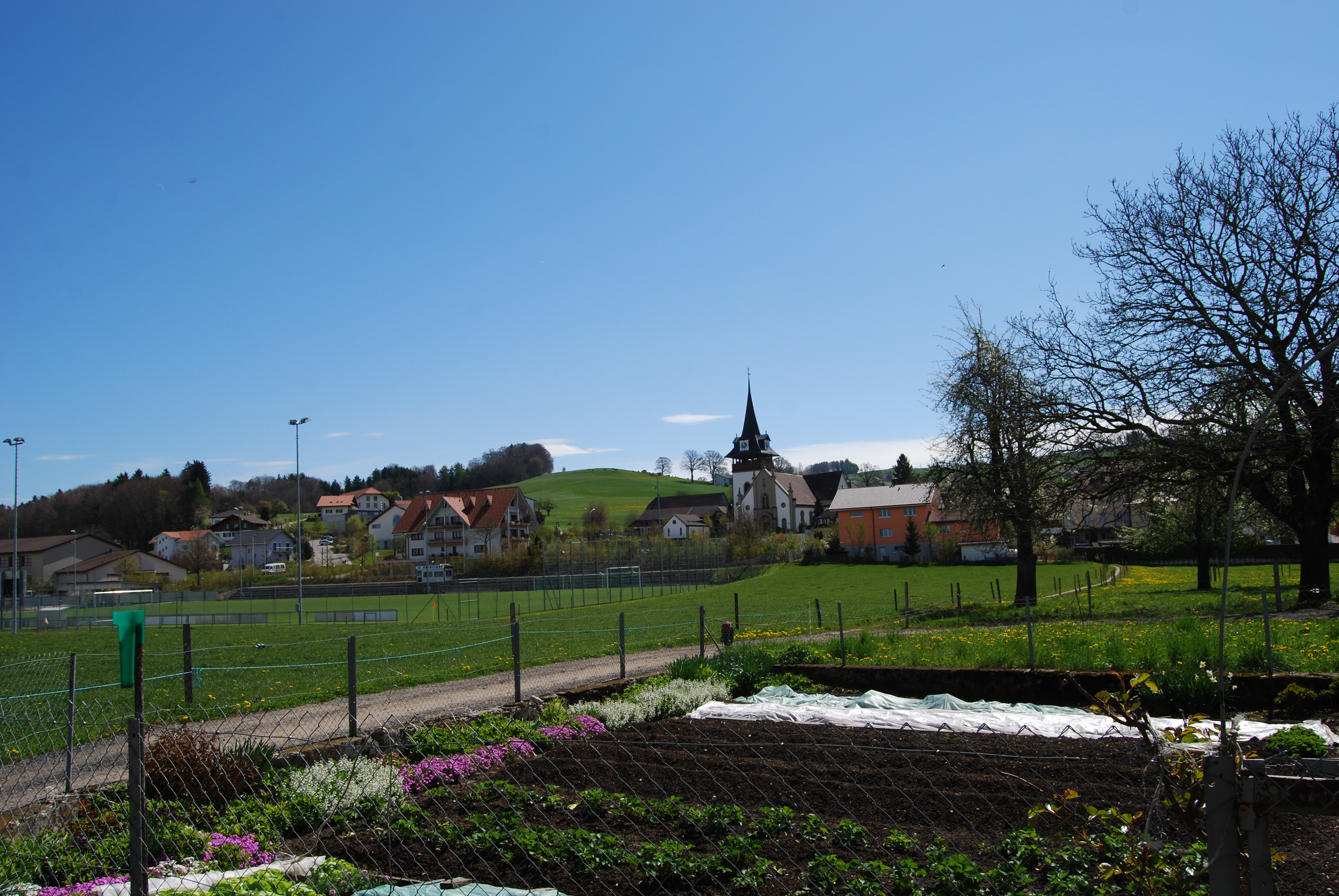
Ueberstorf

Ueberstorf is een gemeente en plaats in het Zwitserse kanton Freiburg, en maakt deel uit van het district Sense.
Ueberstorf telt 2.371 inwoners.